# Ralf-Bruno Zimmermann
Ralf-Bruno Zimmermann (* 1960) ist ein deutscher Arzt für Psychiatrie und Hochschullehrer an der Katholischen Hochschule für Sozialwesen Berlin (KHSB). Von 2013 bis August 2021 amtiert er als Präsident der Hochschule.

## Leben
Ralf-Bruno Zimmermann wuchs in Ratingen in einer römisch-katholisch geprägten Familie auf. Er studierte zunächst Biologie in Köln, anschließend Humanmedizin in Köln, Göttingen und Berlin. An der Neurologischen Abteilung der Humboldt-Universität Berlin promovierte er 1996 mit einer Arbeit Zur nosologischen Entität der Epilepsien mit myklonisch-astatischen Anfällen. Es schlossen sich eine Weiterbildung zum Arzt für Psychiatrie und eine psychoanalytische Weiterbildung an. Seine ärztlichen Tätigkeitsschwerpunkte liegen auf der Arbeit mit Menschen mit psychotischen Erfahrungen, schwer und chronisch psychisch Kranken, Menschen in psychosozialen Krisen sowie Menschen mit Epilepsie. Er forscht in den Bereichen Krisenintervention und Krisenversorgung, über sozialpsychiatrische Versorgungssysteme und zur sozialen Arbeit mit Menschen mit Epilepsien.
Seit 1998 ist Zimmermann Hochschullehrer für die Bereiche Sozialmedizin und Sozialpsychiatrie in den Studiengängen Soziale Arbeit und Heilpädagogik an der KHSB. Seine Lehrveranstaltungen behandeln die Sozial- und Gemeindepsychiatrie sowie die Profilierung und Fundierung der klinischen Sozialarbeit; regelmäßig bietet er Psychose-Seminare an. Von 1999 bis 2005 war er Prorektor der Hochschule, 2013 wurde er zum Präsidenten der KHSB gewählt. Seine Amtszeit endet am 31. August 2021.
Ralf-Bruno Zimmermann ist römisch-katholisch, verheiratet und Vater zweier Kinder.

## Kooperationen und Mitgliedschaften
Zimmermann kooperiert mit mehreren Kliniken in Berlin. Er ist Mitglied im Aufsichtsrat der Caritas Altenhilfe gGmbH, Kuratoriumsmitglied der Zentralstelle für Klinische Sozialarbeit (ZKS), Mitglied in den wissenschaftlichen Beiräten der Stiftung Depressionsforschung und von  Stop-Stalking Berlin und Mitglied im Berliner Landespsychiatriebeirat, außerdem Psychiatrischer Gutachter der Berliner Sozialgerichtsbarkeit.

## Werke
- Theorien und Methoden psychiatrischer Krisenintervention. In: Ernst Wüllenweber, Georg Theunissen (Hrsg.): Handbuch der Krisenintervention. Kohlhammer, Stuttgart, Berlin, Köln 2001, S. 95–115
- Master of Clinical Social Work. In: Deutscher Caritasverband e.V. (Hrsg.): Werkstattgespräch Soziale Berufe unter Druck von Bachelor und Master? Auswirkungen auf Studiengänge und Berufspraxis im Gesundheits- und Sozialwesen, 2003.
- Mit Jarg Bergold: Wissenschaftliche Begleitforschung des Berliner Krisendienstes: Eine Kooperation zwischen Freier Universität Berlin und Katholischer Fachhochschule Berlin. Berliner Zentrum Public Health, Berlin 2003.
- Sozialarbeit in der Sozialpsychiatrie. In: Karlheinz Ortmann, Heiko Waller: Gesundheitsbezogene Sozialarbeit. Eine Erkundung der Praxisfelder. Schneider Verlag Hohengehren, Baltmannsweiler 2005, S. 63–75.
- mit Rubina Vock, Manfred Zaumseil, Sebastian Manderla: Mit der Diagnose „chronisch psychisch krank“ ins Pflegeheim? Eine Untersuchung der Situation in Berlin. Mabuse-Verlag, Frankfurt am Main 2007.
- mit Andreas Lob-Hüdepohl: Ethik Sozialer Arbeit in der Sozialpsychiatrie. In: Andreas Lob-Hüdepohl, Walter Lesch (Hrsg.): Ethik Sozialer Arbeit. Ein Handbuch. Schöningh/UTB, Paderborn, München, Wien, Zürich 2007, S. 286–310.
- Klinische Sozialarbeit und Sozialpsychiatrie. In: Karlheinz Ortmann, Dieter Röh (Hrsg.): Klinische Sozialarbeit. Konzepte, Praxis, Perspektiven. Lambertus, Freiburg i.Br. 2007, S. 207–221.
- Heimliche Verstecke. Empirische Hinweise auf die Exklusion von ‚schwierigen Patienten’ aus der Gemeinde. In: Ev. Stiftung Alsterdorf und Katholische Hochschule für Sozialwesen (Hrsg.): Enabling Community. Anstöße für Politik und soziale Praxis. Alsterdorf Verlag, Hamburg 2010, S. 226–237.
- Armut und Psychiatrie in Deutschland seit der Psychiatrie-Enquete. In: Jürgen Armbruster, Anja Dieterich, Daphne Hahn, Katharina Ratzke (Hrsg.): 40 Jahre Psychiatrie-Enquete. Blick zurück nach vorn. Psychiatrie-Verlag, Köln 2015, S. 389–401.
- mit Jeannette Bischkopf, Daniel Deimel, Christoph Walther (Hrsg.): Soziale Arbeit in der Psychiatrie. Lehrbuch. Psychiatrie Verlag Köln 2017, ISBN 978-3-88414-957-7.